# John Thomson (natation)
Pour les articles homonymes, voir John Thomson.
John Thomson, né le 18 février 1903 à Glasgow et mort en 1976 à Balfron, est un nageur écossais ayant participé aux Jeux olympiques d'été de 1924 à Paris.
John Thomson remporte plusieurs titres écossais en nage libre : 220 yards en 1923 et 1924 et 100 yards en 1927. Il bat le record écossais du 300 yards : en 1922 3 min 51 s puis 3 min 46 s 40 en 1924 et du 220 yards en 1924 en 2 min 33 s.
Il est donc sélectionné pour faire partie de l'équipe britannique pour le relais 4 x 200 mètres nage libre masculin aux Jeux olympiques d'été de 1924. Il est réservé lors des séries quand les Britanniques n'engagent « que » les « remplaçants ». Cependant, l'équipe se fait peur, devancée par le relais français. Aussi, dès les demi-finales, c'est l'équipe type qui est alignée, avec John Thomson. Les Britanniques terminent alors 2e de leur demi-finale en 10 min 31 s 20 et se qualifient pour la finale. Là, malgré tout, la Grande-Bretagne est lâchée dès les premières longueurs et ne participe pas aux débats. Avec un temps de 10 min 29 s 40, elle doit se contenter de la 5e place,,,.